# 格拉漢姆·基泰拿
格拉漢姆·基泰拿（英語：Graham Kitchener；1989年9月29日—）是一位英格蘭橄欖球運動員。他是英格蘭國家橄欖球隊的一員，代表英格蘭參加了2014年橄欖球六國賽。